# Bueil-en-Touraine
Bueil-en-Touraine is een gemeente in het Franse departement Indre-et-Loire (regio Centre-Val de Loire) en telt 377 inwoners (2005). De plaats maakt deel uit van het arrondissement Tours.

## Geografie
De oppervlakte van Bueil-en-Touraine bedraagt 17,9 km², de bevolkingsdichtheid is 21,1 inwoners per km².
De onderstaande kaart toont de ligging van Bueil-en-Touraine met de belangrijkste infrastructuur en aangrenzende gemeenten.

## Demografie
Onderstaande figuur toont het verloop van het inwonertal (bron: INSEE-tellingen).

1. ↑  Populations de référence 2022.